# Tondo di san Marco
Il tondo di san Marco è uno stucco policromo di Donatello che decora uno dei quattro medaglioni al centro degli archi su ciascuna delle pareti della Sagrestia Vecchia nella basilica di San Lorenzo a Firenze. Misura 215 cm di diametro e risale al 1428-1443. Vari studiosi hanno proposto datazioni entro intervalli più brevi, ma non c'è accordo al riguardo. La data più probabile secondo confronti stilistici con altre opere dovrebbe comunque essere attorno al 1435.

## Storia
La Sagrestia di Brunelleschi, commissionata da Giovanni di Bicci de' Medici, venne realizzata tra il 1421 e il 1428. Un primo contatto con Donatello dovette risalire già al 1428, quando iniziò a fornire i primi rilievi, tra cui, forse, i tondi delle Storia di San Giovanni evangelista. Solo nel 1434, dopo la morte di Giovanni e il ritorno di Donatello da Roma, Cosimo de' Medici fece un nuovo contratto a progetto con Donatello, che lavorò a più riprese, vista anche la mole del lavoro. Si sa che alla partenza dello scultore per Padova gli stucchi e i bronzi commissionati erano tutti conclusi (1443): otto medaglioni monumentali, due lunette-soprapporte e due porte bronzee.
Brunelleschi non fu contento dei lavori di Donatello alla sua Sagrestia: essi andavano a intaccare quell'essenzialità decorativa di cui si faceva promotore, inoltre non aveva gradito che non fosse stato interpellato nemmeno per un parere: fu la fine dell'amicizia e della collaborazione tra i due geni del primo Rinascimento.

## Descrizione e stile
I quattro medaglioni degli Evangelisti si discostano da quelli delle Storie sia per il maggiore rilievo, sia per la prevalenza del bianco e dell'azzurro, con l'assenza del rosso, sia per l'impostazione con figure monumentali e isolate, invece delle figurette dei tondi sui pennacchi. Alcuni dettagli sono sottolineati da dorature.
Il San Marco, come gli altri rilievi della serie, si basa su una rappresentazione all'antica (nel mobilio, nella veste togata), con accorgimenti ottici per perfezionare la visione prospettica dal basso, dove si trova normalmente lo spettatore.
Il suo scranno monumentale non ha schienale ed è decorato da girali e cornici di palmette. Il leggio assomiglia a un altare antico, con lesene, festoni, conchiglie e due genietti . Marco è l'unico degli Evangelisti della serie ad essere raffigurato nell'atto di scrivere, anche se pone il libro sulle ginocchia anziché sullo scrittoio. Inedita è infatti la scelta di rappresentare i simboli degli evangelisti sugli scrittoi, come se si trattassero di piccole statue decorative, in questo caso il leone, che è raffigurato nell'attributo tipico di reggere il libro con la zampa.
In basso la scena è tagliata da un kyma lesbio, mentre l'archetto inferiore è occupato dalla testa e le ali di un angioletto.

## Altre immagini

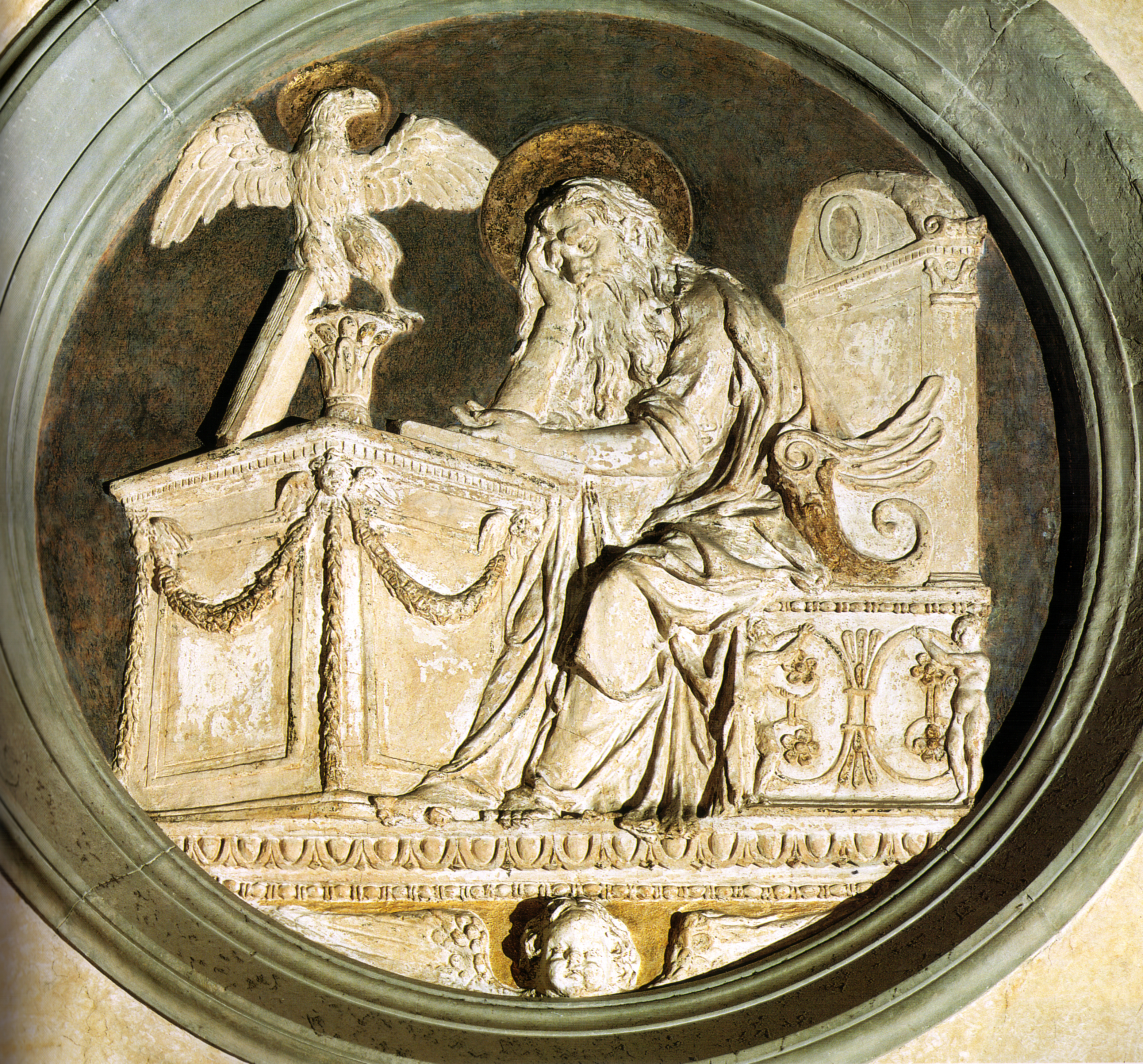
San Giovanni Evangelista
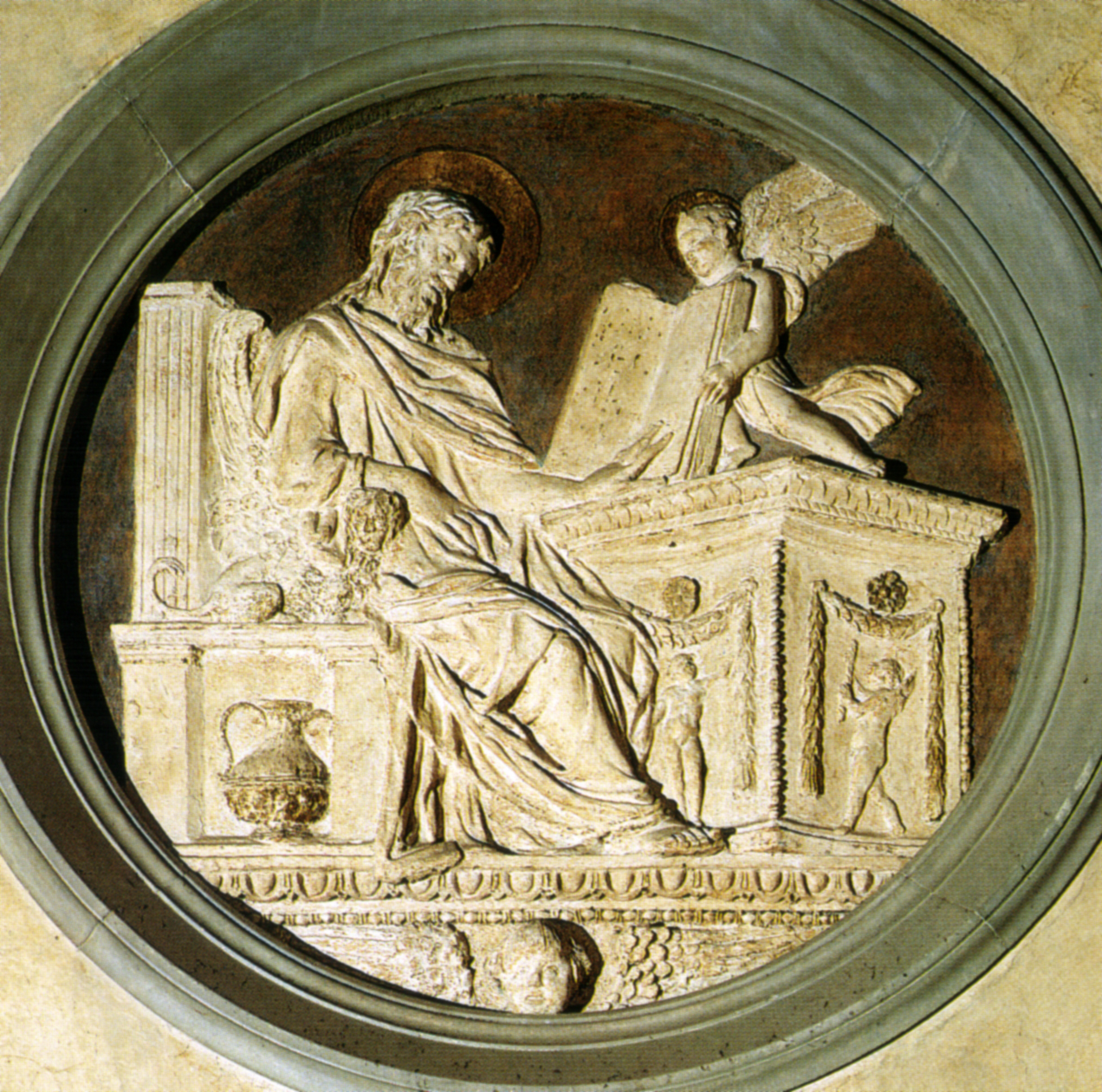
San Matteo
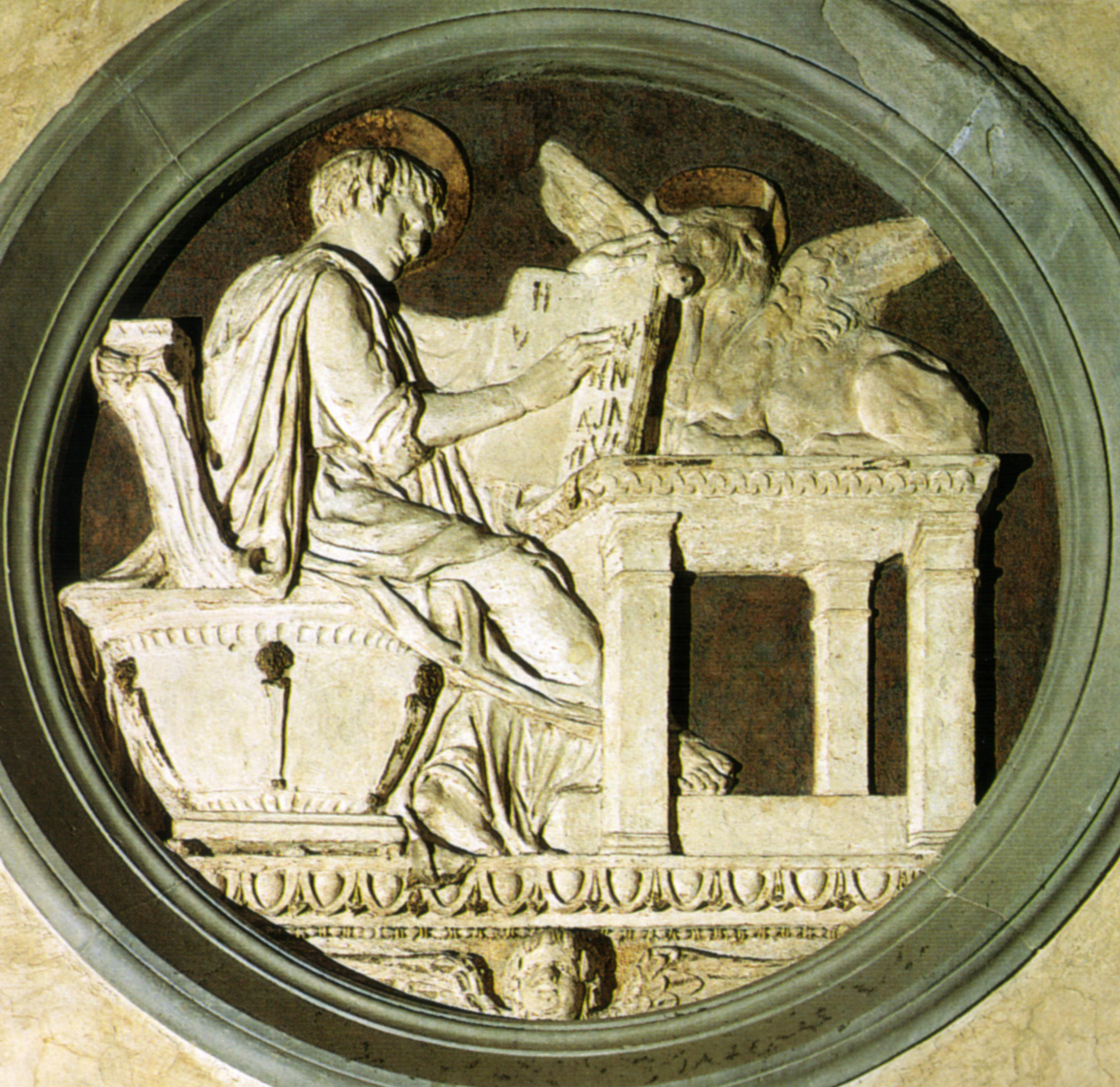
San Luca